# Bob Spitulski
Bob Spitulski (Toledo, 10 settembre 1969) è un ex giocatore di football americano statunitense che ha militato nel ruolo di linebacker nella National Football League (NFL).

## Carriera
Spitulski fu scelto dai Seattle Seahawks nel corso del terzo giro (66º assoluto) del Draft NFL 1992. Vi giocò per quattro stagioni, la migliore delle quali fu quella del 1994 in cui mise a segno 3 sack e un intercetto. Chiuse la carriera nel 1996 con i St. Louis Rams.